# NGC 5145
NGC 5145 é uma galáxia espiral (Sb) localizada na direcção da constelação de Canes Venatici. Possui uma declinação de +43° 16' 02" e uma ascensão recta de 13 horas, 25 minutos e 13,9 segundos.
A galáxia NGC 5145 foi descoberta em 9 de Abril de 1787 por William Herschel.